# Тотт, Клас
Клас О́кессон Тотт (швед. Clas Åkesson Tott; 14 августа 1630, Экольсунд, Уппланд — 12 июля 1674, Париж) — дипломат, военачальник, государственный деятель Шведского королевства, занимавший главные посты в различных областных и губернских администрациях. Занимал пост генерал-губернатора Шведской Лифляндии.

## Начальный этап биографии
Представитель знатного датского рода Тоттов, выходцы из которого успешно делали карьеру при дворах различных шведских королей. Первые Тотты поселились на территории Швеции после Кальмарской унии. Его родителями были Сигрид Бьелке и Оке Хенриксон Тотт (1598—1640), выдающийся шведский военный командир, неоднократно проявлявший себя как отличный воин на поле боя, воевавший и в продолжительную польско-шведскую войну (длилась до 1629 года), и в Тридцатилетнюю войну. Несколько лет Клас Тотт в качестве младшего сотрудника королевской дипмиссии проводит во Франции, после чего, пройдя хорошую дипломатическую школу, в 1651 году, в возрасте 21 года примыкает ко двору королевы Кристины, которая к тому времени уже девять лет правит самостоятельно, хотя регент Аксель Оксеншерна (фактический правитель Швеции до 1644 года, времени наступления совершеннолетия королевы Кристины) занимает пост главного королевского канцлера. 25-летнюю королеву Кристину и 21-летнего Класа Окесона Тотта связывает крепкая искренняя дружба. Тотт был единственным мужчиной, кому королева Кристина позволяла с собой дружить. В 1654 году, в год смерти Оксеншерны и отречения Кристины, спровоцированного обстановкой острого социально-политического конфликта («спора сословий») Клас Тотт получает место в риксдаге и назначается на пост риксштальмейстера. После отречения королевы Кристины Клас получает замок в Экольсунде, недалеко от озера Меларен.

## Дальнейшие этапы карьеры
В период правления Карла X Густава Клас Тотт претендует на успешную карьеру военачальника, участвует в нескольких «завоевательных» походах молодого короля, проходит второй этап службы в Париже, а также проявляет себя в тот период, когда шведский монарх ведёт вторую Датскую войну, в рамках которой Тотт принимает деятельное участие в осаде Копенгагена. После непопулярной в среде шведской знати редукции поместий, предпринятой на первом этапе королём Карлом X (ещё перед принятием окончательного варианта проекта редукции королём Карлом XI в 1680 году) Тотт теряет своё богатое родовое имение в Экольсунде, оно отходит государству, которое получает права полноправного владельца, а Тотт в 1661 г. назначается на должность посла во Франции, где он пробыл до 1662 г. После короткого периода дипломатической службы за рубежом Тотт в 1664—1665 гг. занимал пост губернатора Стокгольма.

## Деятельность на посту лифляндского губернатора
В 1665 году король назначил Тотта на пост лифляндского генерал-губернатора. Этот пост считался весьма ответственным, особенно в свете недавних военных событий, когда армия русского царя Алексея Михайловича пыталась отвоевать территорию шведской Лифляндии (конец 50-х годов). На этом посту Тотт прославился тем, что в 1668 году по его прямому распоряжению был принят проект фактического закрепощения латышских и эстонских крестьян на прибалтийских землях, принадлежавших Швеции. В то же время в самой «метрополии» все крестьяне считались абсолютно свободными людьми, они имели возможность беспрепятственно делать военную и политическую карьеру, участвовать в управлении государством. Проект полицейских правил, которые должны были послужить универсальным законом на территории шведской Лифляндии, основывался на проекте немецкого юриста Давида Хильхена, который был составлен в 1599 году по просьбе польского короля (сюзерена Ливонии) Сигизмунда III, но так и не вступил в силу ввиду бюрократических проволочек и антикатолического государственного переворота в Швеции, осуществлённого долголетним противником Сигизмунда Карлом IX, что повлекло за собой военные действия между католической Речью Посполитой и лютеранской Швецией, принявшие затяжной характер.

### Суть полицейских правил
«Прогрессивный» проект Хильхена, который официально считался проектом по усовершенствованию системы управления землёй, предполагал следующие условия «содержания» крестьян: а) любой крестьянин, который на протяжении трёх лет пользовался землёй помещика, автоматически закрепощался, переходя в разряд собственности этого помещика; б) его дети также становились крепостными; в) срок выдачи беглых крестьян должен был достигать десяти лет. Переработанный в администрации Тотта вариант казался даже более жёстким и обременительным для представителей крестьянского сословия шведских Эстляндии и Лифляндии. В нём были прописаны «полицейские» правила, главными пунктами которых значились следующие: а) все люди, которые селились на землях помещика, автоматически получали статус крепостных; б) все дети крепостных, в том числе и приёмные, также объявлялись крепостными со схожими правами (точнее, их отсутствием), что и их родители; в) все вольные люди, вступавшие в брак с крепостными, также признавались крепостными (приравнивались к ним в правовом статусе); г) в случае определённых долговых обязательств одного помещика перед другим господин имел право отдавать в заклад своих крепостных на неограниченный срок, пока должник не отработает свою задолженность (точнее, пока крепостной не отработает долг своего господина на чужих полях); д) крепостные крестьяне обязаны были участвовать в военных походах в составе королевской армии (из них формировалось отдельное подразделение, наподобие печально известному финскому отряду шведской армии); е) срок выдачи беглого крепостного крестьянина, по задумке Хильхена, составлял «заветные» десять лет.
Во многом эти правила были приняты для того, чтобы губернская администрация Лифляндии смогла заручиться поддержкой местных баронов-остзейцев в ходе предстоящих военных действий с Россией (а в том, что они не состоятся, шведские короли не могли быть уверены). При этом поддержка была ожидаема даже вопреки проведённой шведской короной пресловутой редукции поместий (которая, правда, в Лифляндии состоялась несколько позже, в начале 80-х годов). Немаловажным остаётся тот факт, что после присоединения Лифляндии к России в статусе губернии в 1710 году (что позже было подтверждено условиями Ништадского мира), приект Класа Тотта остался практически в силе, о нём в противоречивых Пунктах согласия (другое название: «Аккордные пункты»), принятых «по горячим следам» 4 июля 1710 года по распоряжению Петра I ничего не упоминается, то есть положение крестьян и неимущих жителей Риги и Лифляндии продолжало оставаться неизменным вплоть до 1817—1819 годов, когда де-юре последовала отмена крепостного права в Прибалтийских губерниях, однако де-факто последствия «тоттовской привилегии» очень остро ощущался в Прибалтике практически весь XIX век.
После генерал-губернаторства в шведской Лифляндии Тотта перенаправляют в Париж в 1672 году, где он умирает на дипломатическом посту в 1674 году.